# رمز بي سي إتش
كود بي سي اتش (بالإنجليزية: BCH code) أو كود بوز-تشيدوراي-هوكنقم (بالإنجليزية: Bose – Chaudhuri – Hocquenghem) يشكّل في نظرية الترميز صنف من أكواد تصحيح الأخطاء الدورية التي يتم إنشاؤها باستخدام متعددة الحدود على حقل منته (يسمى أيضًا حقل غالواه (بالفرنسية: Galois)). تم اختراع كود بي سي إتش في عام 1959 من قِبَل عالم الرياضيات الفرنسي الكسيس هوكينجهيم، وبشكل مستقل في عام 1960 بواسطة راج بوز و‌ديجين كومار راي تشيدوراي. أصل الاسم من (بالإنجليزية: Bose – Chaudhuri – Hocquenghem) (والاختصار BCH) وهي الأحرف الأولى من ألقاب المخترعين (بطريق الخطأ، في حالة Ray-Chaudhuri).
إحدى السمات الرئيسية لأكواد BCH هي أنه أثناء تصميم الكود، هناك تحكم دقيق في عدد أخطاء الكود الذي يمكن تصحيحها بواسطة الكود. على وجه الخصوص، من الممكن تصميم أكواد BCH ثنائية يمكنها تصحيح أخطاء البتات المتعددة. ميزة أخرى لأكواد BCH هي السهولة التي يمكن بها فك تكويدها، أي من خلال طريقة جبرية تعرف باسم فك تشفير المتلازمة. هذا يبسط تصميم وحدة فك التكويد لهذه الأكواد، باستخدام الأجهزة الإلكترونية الصغيرة منخفضة الطاقة.
تُستخدم أكواد BCH في تطبيقات مثل الاتصالات عبر الأقمار الصناعية مشغلات الأقراص المضغوطة وأقراص دي في دي ومحركات الأقراص ومحركات الحالة الصلبة والأكواد الشريطية ثنائية الأبعاد.